# Lúcia Helena Galvão
Lúcia Helena Galvão Maya (Rio de Janeiro, 22 de dezembro de 1963) é uma professora de filosofia integrante da organização Nova Acrópole no Brasil, onde atua há mais de 30 anos. Possui centenas de palestras publicadas no canal do Youtube "Nova Acrópole Brasil", tendo se tornado uma filósofa popular naquela plataforma durante a pandemia de COVID-19. É autora de seis livros, incluindo Canções para Despertar Sophia (2000) e Para entender o Caibalion (2021). Também escreveu letras de música e roteiros para teatro.
É também palestrante profissional, tanto no Brasil quanto no exterior, ministrando palestras em empresas e órgãos públicos, e oferece cursos sobre administração do tempo e técnicas de estudo.
É graduada em relações internacionais pela Universidade de Brasília (UnB).

## Biografia
Galvão nasceu em 1963, no Rio de Janeiro, cidade em que morou até os nove anos, quando sua família se mudou para Brasília. Entre suas atividades preferidas na infância estava a leitura. O único contato que Galvão tinha com a filosofia até então era o conteúdo filosófico na obra de Machado de Assis. Um momento decisivo de sua vida foi em 1989, quando, aos 25 anos, conheceu as ideias de Platão durante uma aula da Nova Acrópole. Segundo a autora do prefácio a um de seus livros, Galvão começou a lecionar filosofia naquela instituição ainda no mesmo ano.
Suas aulas na Nova Acrópole começaram a ser gravadas em 2006, por iniciativa de uma aluna, e eram distribuídas em DVD. No ano seguinte, as palestras passaram a ser disponibilizadas no YouTube, plataforma que na época existia havia apenas dois anos.
Galvão também escreveu poemas e peças para teatro. Seu poema Prudência (2008), foi musicado por Keco Brandão e cantado por Zizi Possi, em 2019. Em 2020, estreou como escritora de roteiros teatrais, com a peça Helena Blavatsky, a Voz do Silêncio.

## Livros
É autora dos seguintes livros:
- Canções para Despertar Sophia (2000)
- Sonhos Trilhando o Tempo (2005)
- Instantes de um Tempo Interior (2011)
- Observações Matinais (2015)
- O Aroma do Lótus (2020)
- Para entender o Caibalion:  a vivência da filosofia hermética e sua prática nos dias de hoje (2021)
- Caibalion: a Viagem da Vida (2022)
- A Lógica e a Inteligência da Vida (2022)

## Premiações
| Ano  | Organização  | Recipiente(s) | Categoria               | Resultado |
| ---- | ------------ | ------------- | ----------------------- | --------- |
| 2022 | Prêmio iBest | Ela mesma     | Influenciadora Brasília | TOP3      |